# Damián Macaluso
Damián Macaluso, vollständiger Name Damián Macaluso Rojas, (* 9. März 1980 in Montevideo) ist ein ehemaliger uruguayisch-italienischer Fußballspieler auf der Position des Verteidigers.

## Karriere

### Verein
Macaluso begann seine Profikarriere 1997 beim uruguayischen Zweitligisten Central Español FC. Dort bestritt er 20 Spiele, in denen er drei Tore schoss. Im Januar 1999 schloss er sich dem Racing Club de Montevideo an. Hier bestritt er 21 Spiele (1 Tor), bevor er dann noch im selben Jahr zum italienischen Zweitligisten Sampdoria Genua wechselte. Doch dort bestritt kein einziges Spiel. 2000 wurde er vom italienischen Drittligisten Catania Calcio verpflichtet. Doch auch wurde er lediglich siebenmal eingesetzt. Daher kehrte er im Januar 2001 zum Club Atlético Bella Vista zurück, in dessen Reihen er bis Ende des Folgejahres stand. Anfang 2003 wechselte er zur Apertura zu seinem alten Verein Central Español, der inzwischen in die erste Liga aufgestiegen war. Dort bestritt er lediglich 5 Spiele. Nach einer Zwischenstation von 2003 bis 2004 beim guatemaltekischen Verein Cobán Imperial wechselte er 2004 zurück in die zweite italienische Liga, zum SSC Venedig. Erstmals gelang es ihm, sich bei einem europäischen Verein zum Stammspieler emporzuarbeiten, so bestritt er ganze 31 Spiele für den SSC. Trotzdem verließ er am Ende der Saison den Verein in Richtung des SS Sambenedettese Calcio in der dritten Liga. Dort bestritt er in der kommenden Saison 2005/06 20 Spiele, erstmals in Europa gelang ihm auch ein Tor. Als 2006 der französische Erstligist AS Nancy auf ihn aufmerksam wurde, sagte er zu. Für Nancy bestritt er insgesamt 68 Ligaspiele. Davon waren 59 Spiele (vier Tore) Erstligaeinsätze, die übrigen Partien absolvierte er für die Reserve. 2010 unterschrieb Damián Macaluso beim mexikanischen Zweitligisten CD Veracruz einen Dreijahresvertrag, wechselte aber bereits nach der Clausura 2011 und 27 absolvierten Spielen (zwei Tore) auf Leihbasis für eine Spielzeit nach Argentinien zu Gimnasia y Esgrima de La Plata. Dort debütierte er in der Liga bei der 1:2-Heimniederlage gegen Atlanta am 1. Oktober 2011. Insgesamt wurde er in 23 Begegnungen eingesetzt (ein Tor). Am 29. Juni 2012 bestätigte Peñarol Montevideo die Verpflichtung Macalusos zur folgenden Spielzeit. In der Saison 2012/13 lief er 18-mal für die Aurinegros auf und erzielte ein Tor. Auch kam er zweimal in der Copa Libertadores zum Einsatz (kein Tor). Am Saisonende gewann er mit Peñarol die Meisterschaft. In der Copa Sudamericana 2013 kam er in beiden Begegnungen gegen Cobreloa zum Einsatz, als die Montevideaner in der ersten Runde des Wettbewerbs ausschieden, viermal lief er in der Copa Libertadores 2014 auf. In der Spielzeit 2013/14 absolvierte er 20 Spiele (zwei Tore). In der Saison 2014/15 stand er in zehn Ligapartien auf dem Platz (ein Tor). Zudem bestritt er vier Spiele (ein Tor) in der Copa Sudamericana 2014. Im Juli 2015 wechselte er zum von Juan Verzeri trainierten Erstligaaufsteiger Liverpool Montevideo. In der Spielzeit 2015/16 bestritt er dort 24 Erstligaspiele (kein Tor). Im Juli 2016 schloss er sich Juventud an. Beim Klub aus Las Piedras wurde er in der Saison 2016 in 14 Erstligaspielen (kein Tor) eingesetzt. In der Folgesaison lief er in weiteren 17 Erstligapartien (zwei Tore) auf. Am 23. Juli 2017 verließ der mittlerweile 37-jährige Macaluso mit sofortiger Wirkung den Verein, obwohl er noch einen anderthalb Jahre währenden Vertrag besaß. Diesen Schritt begründete er mit den teils amateurhaften Zuständen im Klub. Die Zahlungsrückstände des Vereins hätten bei seiner Entscheidung weniger eine Rolle gespielt, als die Art und Weise, wie die Spieler behandelt worden seien. So habe man beispielsweise dreimal in der Woche mit kaltem Wasser duschen müssen. Seine aktive Karriere wolle er aber grundsätzlich fortsetzen. Er schloss sich dem Hauptstadtverein Montevideo Wanderers an, für den er noch knapp vier Jahre aktiv war, ehe er 2021 seine Karriere beendete.

### Nationalmannschaft
1999 nahm Macaluso mit der uruguayischen U-20-Auswahl sowohl an der U-20-Südamerikameisterschaft in Argentinien als auch an der Junioren-WM in Nigeria teil und belegte dort den zweiten bzw. den vierten Rang. Im Verlaufe des Turniers in Argentinien wurde er von Trainer Víctor Púa sechsmal (kein Tor) eingesetzt.

### Erfolge
- Junioren-Vize-Südamerikameister 1999
- Uruguayischer Meister 2012/13